# 미하일 추마셴코
미하일 추마셴코(Mikhail Chumachenko)는 돈바스 인민군의 지휘관이며, 2014년 3월 22일 우크라이나 보안원에 체포되었다.